# AN/SPS-48

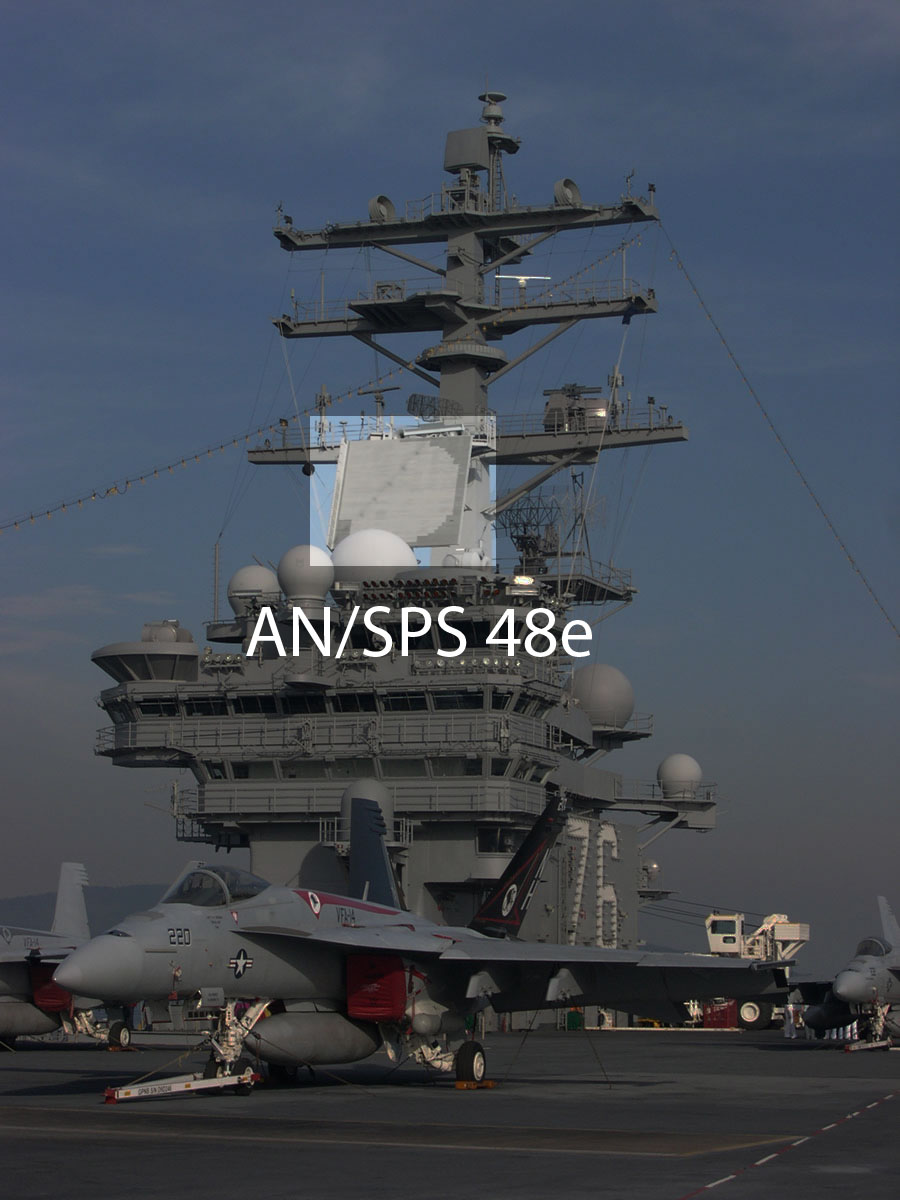
L'AN/SPS-48E à bord de l'.

L'AN/SPS-48 est un système radar tridimensionnel de recherche aérienne à balayage électronique de la marine américaine fabriqué par ITT Exelis et déployé dans les années 1960 comme principal capteur de recherche aérienne pour les navires de guerre anti-aériens.
Le déploiement de l'AN/SPY-1 et la fin de la guerre froide ont conduit au retrait de nombreux navires de ce type, et nombre de ces ensembles AN/SPS-48 ont été réutilisés sur des porte-avions et des navires amphibies où ils seront utilisés pour diriger des cibles pour les systèmes de défense aérienne tels que les SAM Sea Sparrow et RIM-116. Les ensembles existants sont en cours de modernisation dans le cadre du programme ROAR selon la norme AN/SPS-48G pour une meilleure fiabilité.

## Variantes
- AN/SPS-48A : ajout d'un indicateur de cible mobile (MTI) au SPS-48
- AN/SPS-48B : inconnu, possiblement inexistant ou prototype pour -48C
- AN/SPS-48C / 48A : avec capacité de détection et de suivi automatique ainsi que capacité d'indicateur de cible mobile (MTI).
- AN/SPS-48D : version prototype du -48E, testée sur l'USS Mahan (DDG-42)[2],[3].
- AN/SPS-48E : par rapport à la variante C, le SPS-48E a une puissance rayonnée deux fois supérieure, ou encore une sensibilité de récepteur accrue. Développé à l'origine dans le cadre du programme New Threat Upgrade (NTU) pour prendre en charge la capacité de lancement sur recherche (LOS) du SM-2.
- AN/SPS-48E LBR : version radar terrestre.
- AN/SPS-48G : certains nouvellement construits, d'autres modernisés en version AN/SPS-48E dans le cadre du programme Radar Obsolescence, Availability Recovery (ROAR). 29 radars sont en cours de modernisation pour un coût de 169,3 millions de dollars dans le cadre du contrat N00024-09-C-5395. Le remplacement des unités situées sous les ponts par une électronique moderne basée sur une architecture ouverte réduira les demandes de formation et améliorera la fiabilité[1].